# تمير آسيوي
تمير آسيوي (الاسم العلمي:   Nectarinia  asiatica) (بالإنجليزية: Purple  Sunbird)‏ هو طائر ينتمي إلى تمير (فصيلة: Nectariniidae).